# مگس‌گیر اخگری
مگس‌گیر اخگری (نام علمی: Ramphotrigon flammulatum) گونه‌ای از پرندگان خانواده ژیان‌مرغان است. در گذشته در سردهٔ تک‌نماد Deltarhynchus جای داشت اما بر اساس تجزیه و تحلیل ژنتیکی به سردهٔ Ramphotrigon منتقل شد. این گونه بومی جنگل‌های برگ‌ریز خشک، جنگل‌های خاردار خشک و جنگل‌های خشک سواحل اقیانوس آرام مکزیک است. مگس‌گیر پرنده‌ای زیتونی تا خاکستری مایل به قهوه‌ای با سینه رگه‌ای خاکستری کم‌رنگ، گلوی سفید، نوک سیاه، پاهای خاکستری تیره و بال‌های قهوه‌ای تیره است. یک پرنده پرجنب‌وجوش است که معمولاً در زیر شاخ و برگ پنهان می‌ماند. با جمع کردن حشرات از برگ‌ها و شاخه‌هایی که از یک نشیمنگاه در معرض لکه پیدا می‌کند تغذیه می‌کند. ماده تقریباً سه تخم در لانه‌ای که در یک حفره کم‌عمق درخت ساخته شده‌است می‌گذارد.